# تويوياما
تويوياما  هي بلدية في اليابان، وبلدة في اليابان، تقع في آيتشي، ومقاطعة نيشيكاسوغاي، أيتشي، بلغ عدد سكانها 15,513  نسمة وذلك حسب إحصائيات سنة 2017، تبلغ مساحتها 6.18 كيلومتر مربع.

## أعلام
- إيتشيرو سوزوكي